# La Linea
Линия (итал. La Linea) — итальянский анимационный сериал, созданный итальянским аниматором Освальдо Кавандоли. Сериал состоит из 90 эпизодов, каждый примерно 2-3 минуты длиной, которые первоначально транслировались на итальянском канале RAI в 1972—1979 годах. Сериал был показан в более чем 40 странах мира. Все эпизоды доступны сегодня на DVD.

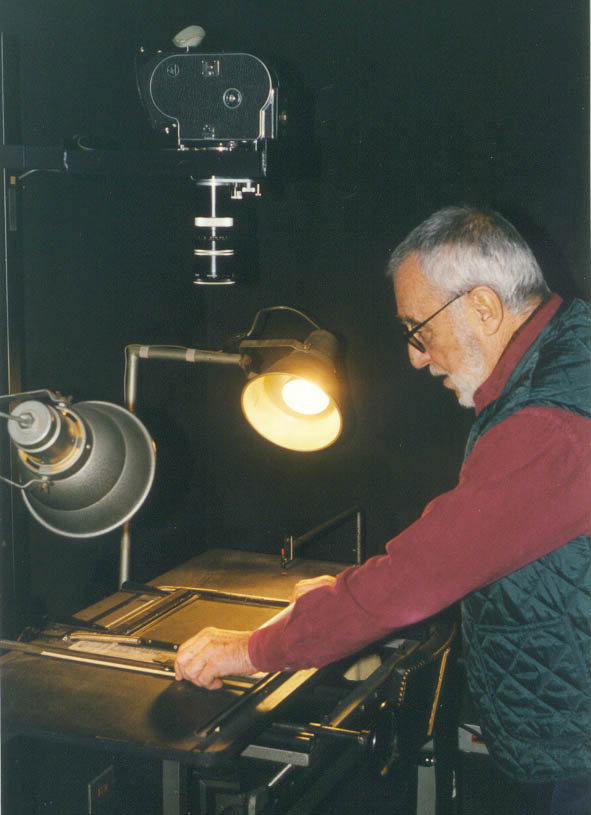
Мультипликатор Освальдо Кавандоли за работой в своей студии

Благодаря своей малой продолжительности (обычно 2 минуты 30 секунд), они часто использовались во многих телесетях как промежуточная программа. Фоновая мелодия сериала была создана Франко Годи.
Несмотря на то, что эпизоды пронумерованы до 225, на самом деле существует всего 88 эпизодов Линии. Это 8 серий Lagostina (по 5 минут), 100-х серий всего 56 (101—156), и 200-х всего 26 (200—225).

## Сюжет
Мультфильм представляет человека (известного как «Мистер Линия»), обозначенного одной линией по его силуэту, который разгуливает по бесконечной линии, частью которой является. Персонаж встречает препятствия и часто обращается к мультипликатору, чтобы тот дорисовал ему что-нибудь для преодоления препятствия, с разными степенями успеха. Одно повторяющееся препятствие — внезапный конец линии. Персонаж также часто чуть не падает с края в пропасть и злится на мультипликатора, жалуется на него. «Мистер Линия» озвучен Карло Бономи в разновидности миланского диалекта, максимально похожей на тарабарщину, что даёт мультфильму возможность легко экспортироваться без дублирования.
Первые 8 эпизодов были созданы для рекламы продуктов кухонной утвари фирмы «Лагостина» и мистера Линию представляли как «Агостино Лагостина, энергичный маленький человечек с по-настоящему выразительным носом». После 8-го эпизода сериал лишился ассоциации с Лагостина.

## Телевидение
Начиная с 1972 года, «Линия» была показана на многих ТВ-станциях в Европе, как и в кино, в основном в промежутках между рекламными передачами. Сериал выиграл призы в 1972 в Анси и в 1973 году в Загребе.

## Выпуски на DVD
Комплект из 3 DVD со всеми эпизодами был выпущен в Германии в 2003 году и перевыпущен в 2008 году. Первый том был выпущен во Франции, Венгрии, Сербии и Швеции.